# Anthony Alozie
Anthony Alozie, född 18 augusti 1986, är en australisk friidrottare. Han deltog vid olympiska sommarspelen 2012.